# Polisportiva Dinamo
La Polisportiva Dinamo, meglio nota come Dinamo Sassari, è una società cestistica italiana con sede a Sassari.
Fondata nel 1960, è stata la prima e finora unica squadra della Sardegna ad aver vinto lo scudetto nella pallacanestro, nel campionato 2014-15, trofeo che giungeva al culmine di due Coppe Italia (2014 e 2015) consecutive; nel suo palmarès annovera anche due Supercoppe italiane. Nel 2019, vincendo la FIBA Europe Cup, diventa anche la prima squadra sarda a vincere un titolo internazionale di qualsiasi sport olimpico.
I giocatori sono da qualche anno soprannominati I giganti (in sardo Sos gigantes/Is gigantis) in riferimento ai giganti di Mont'e Prama, un gruppo di statue di pietra di epoca nuragica, divenuti uno dei simboli dell'archeologia e della cultura sarda.
La prima squadra è nota con il nome di Dinamo Banco di Sardegna Sassari per via di un accordo di sponsorizzazione con l'omonimo istituto di credito.

## Storia

### La fondazione
Nel 1960 dieci giovani sassaresi (Pietro Barracani, Rosario Cecaro, Graziano Bertrand, Antonio Manca, Giovanni Pilo, Bruno Sartori, Antonio Lavosi, Roberto Centi, Francesco Soccolini e Salvatore Virdis) studenti del Liceo Azuni di Sassari, spinti dal professor Fadda, insegnante di educazione fisica che nei sotterranei della scuola insegnava i fondamentali della pallacanestro, incominciavano a darsi appuntamento nei campetti della scuola di San Giuseppe per giocare a pallacanestro. Sul campetto di via Enrico Costa nacque progressivamente l’idea di dare vita a una squadra e la fondazione avvenne il 23 aprile 1960, con Giovanni Pilo primo presidente. Per la scelta del nome il gruppo volle discostarsi da nomi tradizionali delle società già esistenti in città, come ad esempio Libertas, direttamente riconducibile a movimenti a trazione politica cattolica, in modo da preservare un animo laico. I fondatori provarono ad ispirarsi alle realtà cestistiche già esistenti e si pensò a Virtus, ma per mantenere un diretto legame con il liceo classico, che tutti loro frequentavano, decisero di tradurlo nel greco Dinamis. Tuttavia, per la difficoltà nel recuperare lettere greche per la creazione delle maglie, decisero di tradurlo ulteriormente in Dinamo. Paradossalmente tale scelta riscontrò una certa avversione nella comunità sassarese, in quanto il nome era spesso utilizzato da società dell'Est Europa, territori allora sotto l'egemonia comunista e iniziò a diffondersi l'idea che la squadra si ispirasse o fosse vicina a tale ideale. Tra i vari inconvenienti capitava che altre squadre, appartenenti alle varie parrocchie cattoliche, dessero forfait pur di non giocare contro una squadra considerata comunista. All'inizio diversi esponenti consigliarono ai membri del club di cambiare il nome considerato scomodo, ma questi ultimi la presero come sfida e pur portando avanti la laicità decisero di mantenere e difendere tale nome. Contestualmente alle partite di pallacanestro, gli stessi ragazzi fondatori giocavano anche a pallavolo nei campionati CSI, pertanto scelsero di adottare come nome societario Polisportiva Dinamo, nome che tuttora resiste anche oggi, pur di fatto essendo un club solamente cestistico.

### Gli inizi e lo sbarco in Italia
L’atto di affiliazione alla Federazione Italiana Pallacanestro fu la base con cui nel 1963 la Dinamo giocò il suo primo campionato, in B regionale, sul campo del “Meridda” e si spostò poi alla palestra del CONI. La squadra salì di categoria ma retrocedette subito; però, anche complice la veloce crescita del basket in Italia, la Dinamo già nel 1967 militò nel campionato nazionale di Serie C. Disputò anche la Coppa Italia, arrivando al terzo turno, curiosamente senza uscire dall'Isola: vinse infatti primo e secondo turno rispettivamente contro Aquila e Olimpia, entrambe di Cagliari, e perse al terzo turno contro l'allora blasonata Brill Cagliari. Nel frattempo, a cavallo fra i ‘60 ed i ‘70, si succedono alla presidenza oltre a Pilo, Alessandro Ponti, Sandro Agnesa e soprattutto Dino Milia, il quale diede la prima spinta per una crescita sostanziale del sodalizio.

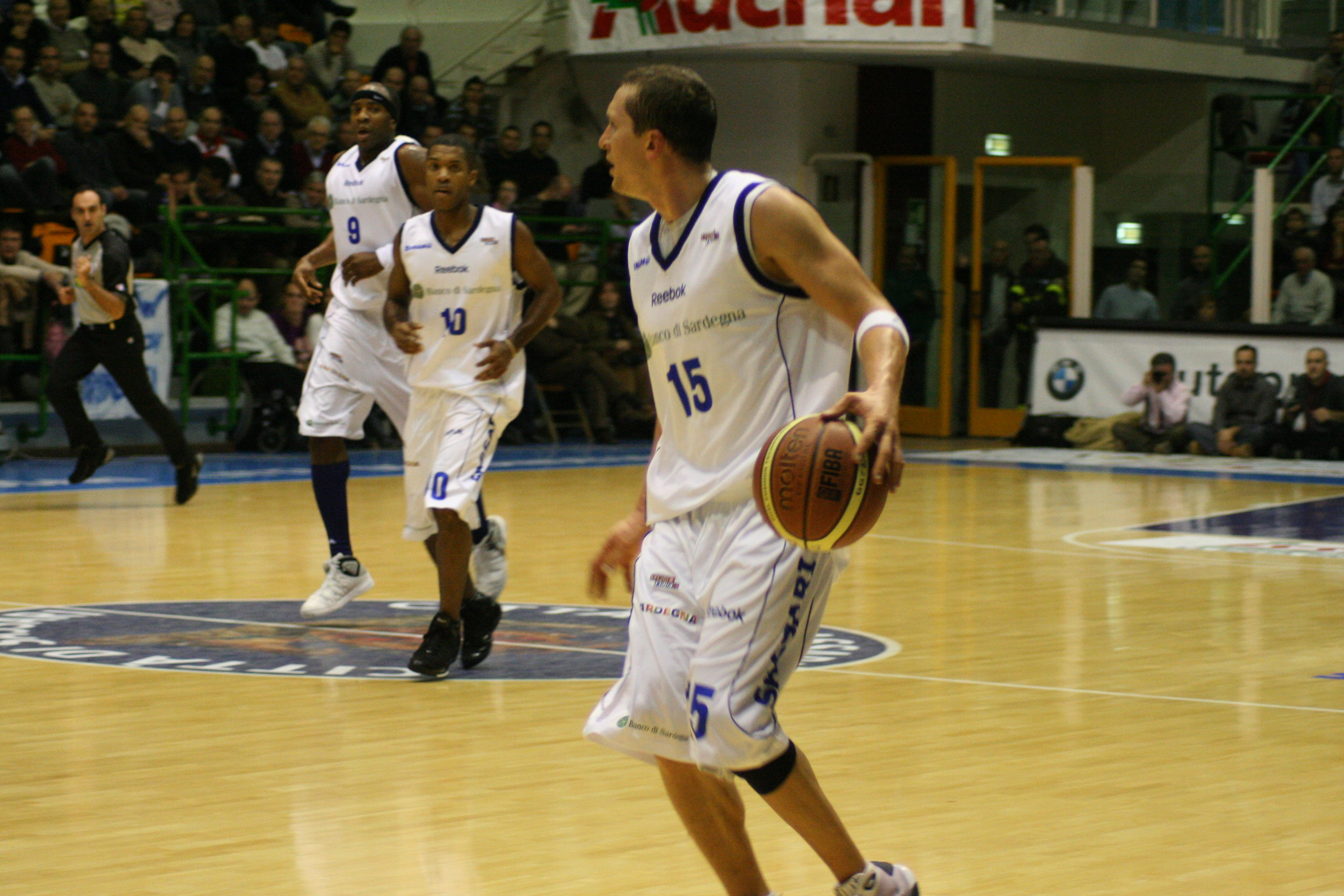
Azione di gioco durante il campionato di Legadue

### La crisi degli anni '70
Se a Cagliari si assisteva al periodo di massimo splendore con l'era della Brill, Sassari incominciò a vedere i primi tempi bui per quanto riguarda la palla a spicchi. Nel 1974 la squadra militò in Serie D, e l’Avvocato Milia capì che era necessario trovare il primo sponsor da affiancare alla maglia: ci pensa un'azienda ligure che aveva interessi nella zona industriale di Porto Torres, la L.I.S.A. Parodi, mentre per le successive tre stagioni fu targata Olio Berio. Sportivamente la Dinamo si stabilì nel campionato di C nazionale (la quarta serie) con qualche sortita in serie B (terzo livello), come nel 1981, anno particolare in cui si spostò nel neonato Palazzetto dello Sport di Piazzale Segni.

### La conquista della Serie A2

La squadra che ha esordito in Serie A2

Dopo le apparizioni degli sponsor Sella&Mosca e Mercury Assicurazioni, le basi per la risalita vennero poste nel 1984 sotto il marchio della banca sassarese Banco Popolare. Quattro anni a metà classifica nel terzo livello (prima Serie B, poi Serie B d'Eccellenza) per poi ottenere la consacrazione nel 1988-1989 con il secondo posto in regular season alle spalle della Stefanel Trieste e la successiva vittoria in tre gare nel playoff contro la Mens Sana Siena. Il primo anno di Serie A2 non fu semplice per la matricola sassarese: la panchina fu affidata a Cesare Pancotto e ci furono i primi due americani della storia sassarese, Floyd Allen e Tom Sheehey guidati dal playmaker italiano Lino Lardo. La prima salvezza arrivò sul filo di lana e dopo due tempi supplementari, e ci fu anche la soddisfazione di essere ricevuti al Quirinale dal Presidente della Repubblica Italiana, il sassarese Francesco Cossiga.

### Gli anni '90 in Legadue: l'era Banco di Sardegna

Il Banco di Sardegna Sassari nella stagione 1995-1996. Si nota la divisa biancoverde imposta dal main sponsor negli anni '90

Dal 1990 il main sponsor diventa il Banco di Sardegna, che due anni dopo impone il cambio dei colori delle canotte: dall'amaranto si passa al biancoverde, i colori dell'istituto finanziario sassarese, e la Pintadera diventa un simbolo del club. Nel 1991 entra a far parte della squadra Emanuele Rotondo, che diventerà bandiera della Dinamo fino alla stagione 2007-2008. Sono campionati non semplici, e due stagioni con i play-out lo dimostrano, ma la salvezza viene raggiunta quasi sempre, e anzi nel 1994-1995 la Dinamo arriva fino alla semifinale playoff, persa per 3-0 contro Basket Rimini. Sulla fine del millennio arriva il primo periodo di difficoltà in colori biancoverdi: la stagione 1998-99 si chiude con la retrocessione in Serie B d'Eccellenza, ma grazie all'acquisizione del titolo sportivo della Libertas Pallacanestro Forlì la Dinamo parteciperà ugualmente al campionato di A2.

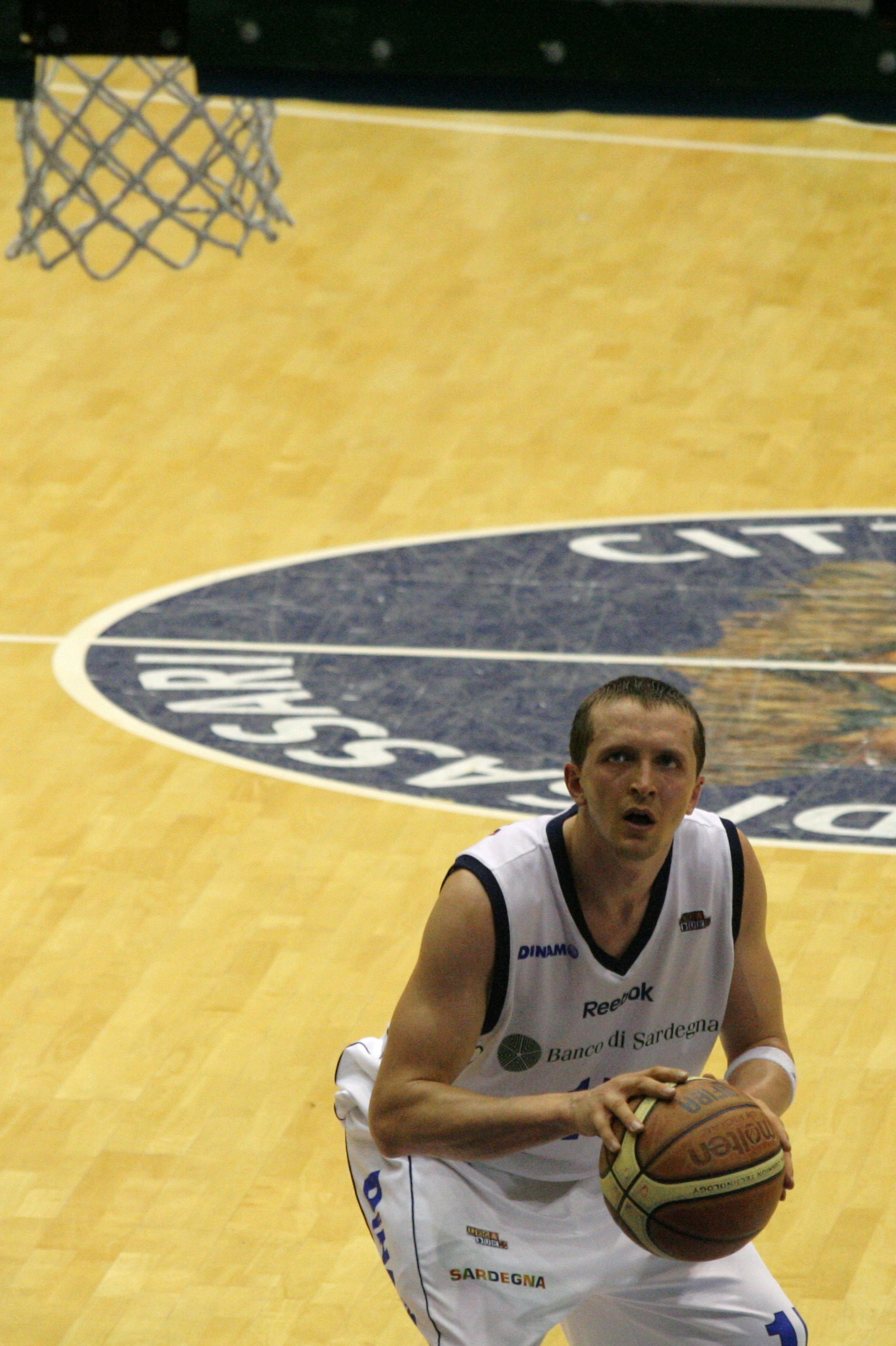
Trent Whiting durante i play-off 2008-09

A fine stagione si ripresenterà però ancora una volta la retrocessione. In terza serie sono comunque annate da protagonista per la Dinamo: nel 2000-2001 domina la regular season, arrivando prima nel suo girone, ma incredibilmente esce al primo turno dei playoff subendo un 3-0 da Cefalù. La stagione successiva è seconda in regular season ma il sogno promozione sfuma in finale contro Osimo in due gare. Dovrà attendere il 2003 con Franco Ciani in panchina, dopo la finale vinta contro Trapani Shark, per festeggiare il ritorno in Legadue.
Dopo due salvezze abbastanza tranquille, nel giugno del 2005 il controllo della società vede l'addio alla presidenza dall'avvocato Dino Milia dopo 33 anni, il quale passa la mano all'imprenditore Luciano Mele, che resterà in sella per sei stagioni, coadiuvato dai suoi soci e da suo figlio Pinuccio Mele nelle vesti di general manager. Da quell'anno torneranno anche i colori originari della società, il biancoblù. Sono anni di transizione alla ricerca della stabilità nella serie cadetta (con tre playoff di fila) e i primi passi per uno step in avanti avvengono nel 2009 dopo un biennio con coach Demis Cavina, il quale dopo la finalissima playoff persa con Soresina lascerà Sassari per scelta e la squadra viene affidata a Meo Sacchetti, ex giocatore, medaglia d'argento alle Olimpiadi del 1980 e oro agli Europei del 1983. Nella prima stagione del coach varesino i sassaresi arrivano terzi in regular season, ma ai playoff questa volta non falliscono: le vittorie contro Pistoia Basket ai quarti, Casale Monferrato in semifinale e Veroli Basket in finale regalano la Serie A per la prima volta nella storia del club, e dopo 31 anni per la Sardegna.

### La Serie A e i primi titoli

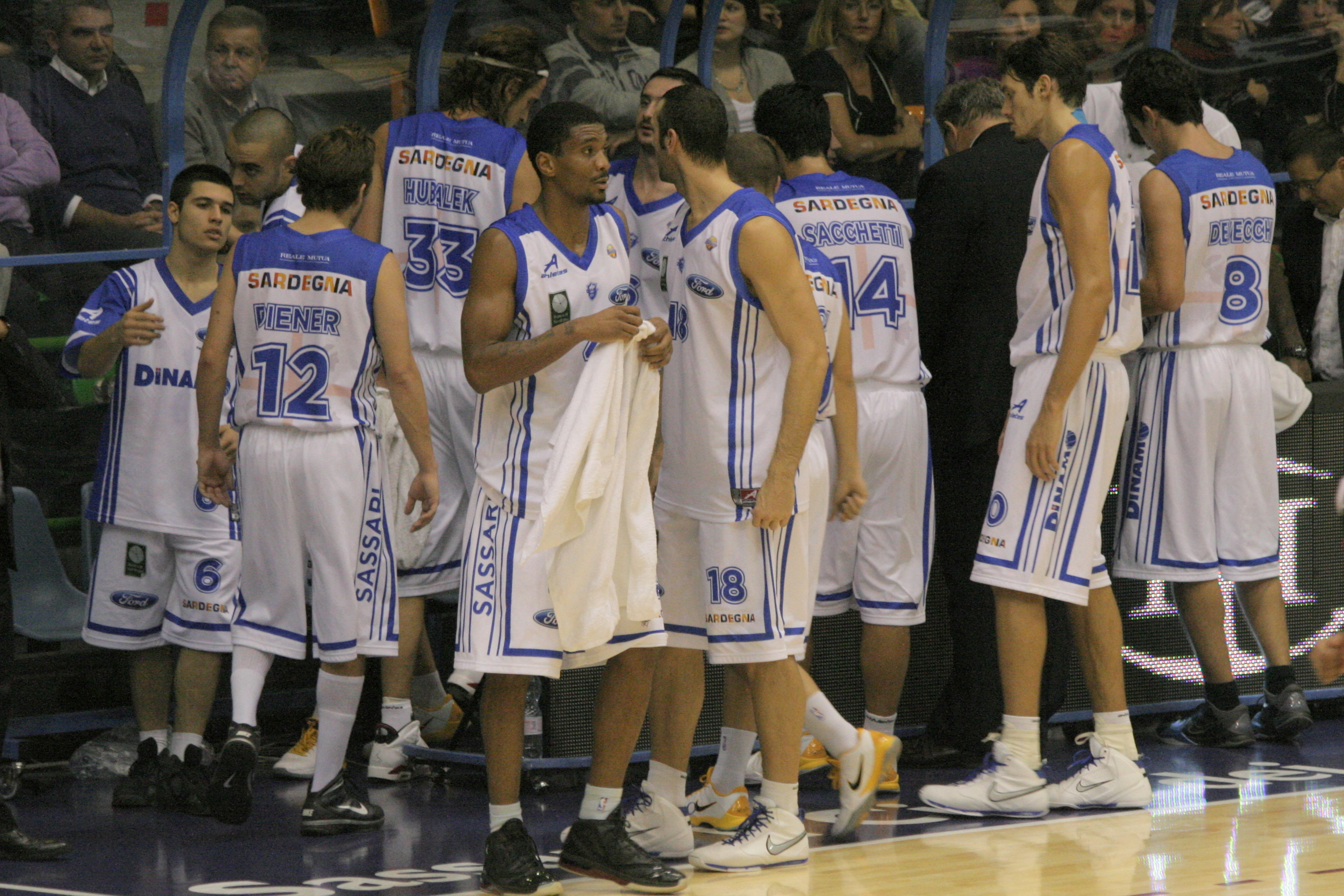
Il roster della prima stagione in Serie A

Nella stagione 2010-2011 la Dinamo Banco di Sardegna Sassari affronta il suo primo campionato nella massima serie con una rosa che comprende Manuel Vanuzzo, Giacomo Devecchi e Jiří Hubálek. A questi si aggiungono Alessandro Cittadini, Dīmītrīs Tsaldarīs, Brian Sacchetti e Mauro Pinton e i tre ex NBA James White, Othello Hunter e Travis Diener. Al termine della stagione la Dinamo ottiene il sesto posto, accedendo ai playoff scudetto al primo anno assoluto in massima serie, traguardo raggiunto da pochissime altre squadre nella storia della Serie A. Viene eliminata ai quarti ad opera dell'Olimpia Milano, che vincerà la serie 3-1. Alla fine di questa stagione la società viene rilevata dall'imprenditore sassarese Stefano Sardara, che ne diviene presidente.
Nella stagione successiva l’innesto più importante fu Drake Diener, che raggiunse il cugino Travis. Il 15 gennaio del 2012 la squadra sassarese conquista per la prima volta la qualificazione alle Final Eight di Coppa Italia, ma viene eliminata al primo turno dalla Mens Sana Siena.
Alla fine della stagione regolare 2011-2012 conquista il 4º posto in classifica e ai playoff elimina ai quarti la Canadian Solar Bologna con un secco 3-0, raggiungendo per la prima volta la semifinale scudetto nella quale ritrova Siena, da cui viene sconfitta. Questo risultato consente in ogni caso l'accesso per la prima volta a una competizione europea, l'Eurocup, e a coach Meo Sacchetti viene assegnato il premio come miglior allenatore della Serie A.
Nella stagione 2012-2013 la Dinamo Sassari bissa l'accesso alle Final Eight di Coppa Italia, questa volta grazie a un 2º posto nel girone di andata, ma ancora una volta è la Mens Sana Siena, in semifinale, a eliminare i biancoblù. Al termine della stagione regolare conferma il secondo posto in classifica, ma ai playoff l'eliminazione arriva al primo turno ad opera della Pallacanestro Cantù in una serie molto combattuta di sette partite. La partecipazione all'Eurocup, iniziata il 7 novembre, si conclude al termine della prima fase dopo due vittorie contro il Siviglia e due sconfitte contro la Stella Rossa e l'Orléans Loiret.

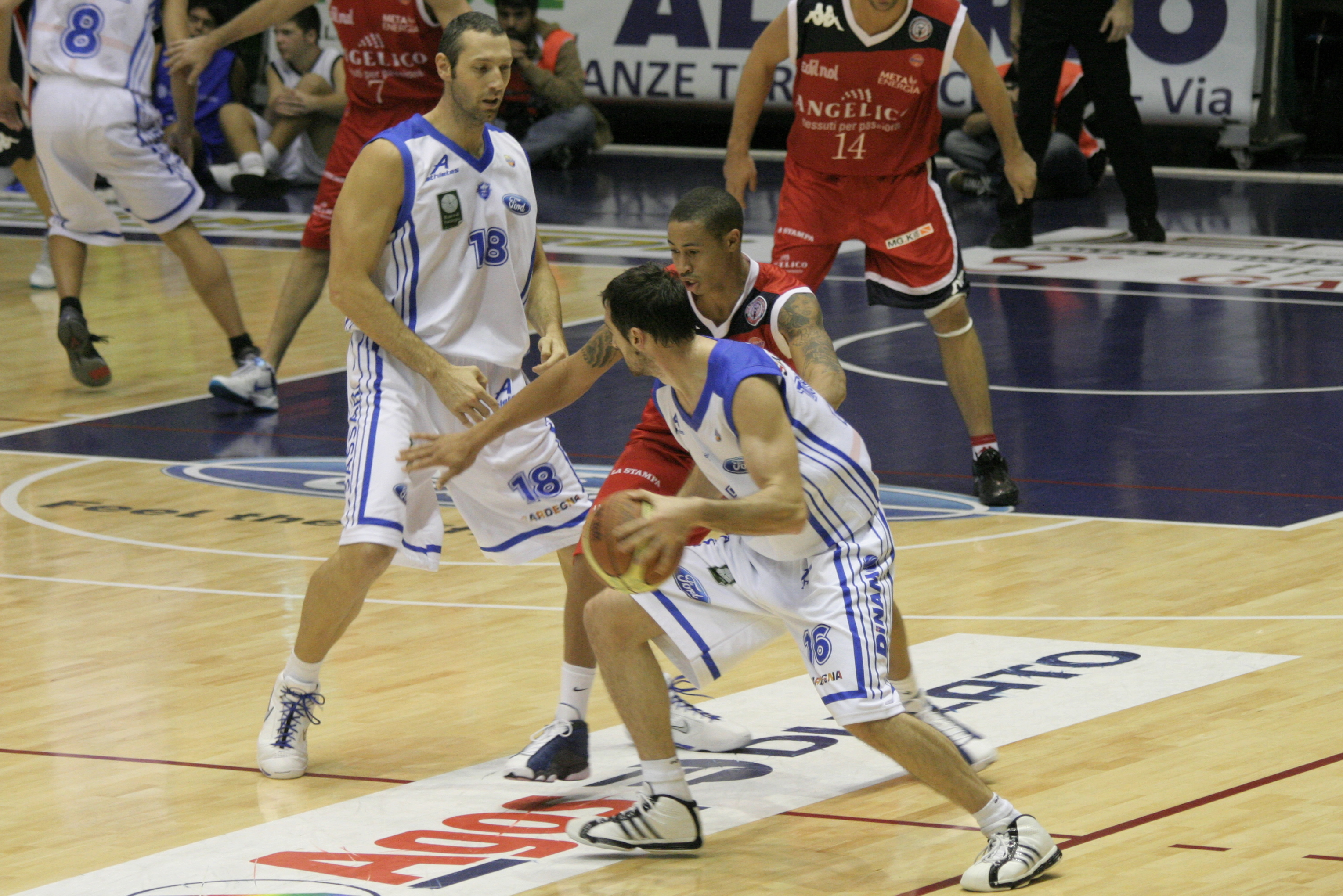
Azione di gioco durante una partita contro l'Angelico Biella

Il punto di svolta avviene nella stagione successiva (2013-14): gli innesti di punta sono il play Marques Green e l'ala grande Caleb Green. La regular season non è fenomenale, ma il sesto posto garantisce comunque la terza partecipazione alla Coppa Italia. Ai quarti si trova di fronte la favorita Olimpia Milano e la Dinamo fa l'impresa vincendo di due punti. In semifinale incontra l'altra sorpresa Pall. Reggiana che eliminò la numero 2 del seeding Pall. Cantù e la vittoria è facile. In finale, il 9 febbraio 2014, incontra ancora una volta la Montepaschi Siena, e con il punteggio di 80 a 73 conquista da outsider il suo primo trofeo nazionale. In campionato riconquista l'accesso ai playoff, piazzandosi al quarto posto nella classifica della stagione regolare. Accede alla semifinale contro l'Olimpia Milano, dopo aver eliminato Brindisi ai quarti in una serie conclusa 3-0. In semifinale, nonostante due vittorie in trasferta, la squadra sassarese perde tutte e tre le partite casalinghe, venendo quindi eliminata con il risultato di 4-2 nella serie. In Europa gioca per la seconda volta l'Eurocup: la campagna internazionale è migliore e arriva fino agli ottavi di finale, in cui viene sconfitta dall'Alba Berlino.

#### 2014-2015: la Dinamo è campione d'Italia
La stagione 2014-2015 è di per sé storica poiché, il 25 giugno 2014, grazie alla vittoria in Coppa Italia, viene ufficializzata la sua prima partecipazione all'Eurolega. Dal punto di vista del roster avvengono alcuni cambiamenti importanti: abbandonano i cugini Travis (ritiro) e Drake Diener (direzione Pall. Reggiana), autentici protagonisti delle cavalcate della prima Era Sardara e arrivano, per comporre il quintetto base, i forti americani Jeff Brooks, David Logan, Jerome Dyson e Rakim Sanders e il nigeriano Shane Lawal. A completare il roster l'ossatura degli italiani.
Nel weekend del 4 e 5 ottobre il PalaSerradimigni di Sassari ospita la Supercoppa italiana, disputatasi con la formula della Final Four. In semifinale i Giganti incontrano la Virtus Roma, semifinalista Scudetto, vincendo di 16 punti. In finale invece c'è la rivincita dei playoff della stagione passata, contro l'Olimpia Milano detentrice dello scudetto. La Dinamo si impone per 96-88 e conquista il secondo trofeo della sua storia.
Il 14 novembre 2014 arriva anche la prima vittoria in Eurolega, battendo lo Zalgiris Kaunas in casa con il punteggio 92-80, ma il cammino nella massima competizione continentale si conclude con 9 sconfitte in 10 partite.
In Serie A invece la partenza è ottima, e dopo quattro giornate il club sassarese si trova per la prima volta nella sua storia in testa alla classifica. Ottiene l'accesso alla Coppa Italia 2015 come seconda classificata: primo turno contro la Vanoli Cremona, nel secondo ancora la Pall. Reggiana, entrambi vinti facilmente, e il 22 febbraio 2015 la finale contro l'ormai rivale Olimpia Milano. Con la vittoria 104-91 la Dinamo Sassari conquista la sua seconda Coppa Italia consecutiva.
A causa di 5 sconfitte consecutive nelle ultime giornate chiude la stagione regolare classificandosi al 5º posto in classifica, e al primo turno di play-off affronta l'Aquila Trento. I quarti di finale si giocano al meglio delle 5 partite. La squadra di Meo Sacchetti perde nettamente gara-1 al PalaTrento, ma si rifà prontamente in gara-2 per poi aggiudicarsi la serie vincendo i due seguenti incontri disputatisi al PalaSerradimigni.

In semifinale c'è l'Olimpia Milano vincitrice della Regular season: Sassari vince gara-1 e perde gara-2, si aggiudica le due successive sfide disputatesi al PalaSerradimigni portandosi così ad una sola vittoria dalla conquista della finale. Tuttavia la squadra lombarda, con uno scatto d'orgoglio, fa sue le due successive sfide portando la serie in parità. La serie viene decisa in gara-7 all'over time, che la squadra sarda si aggiudica, ottenendo il diritto di partecipare alla Finale scudetto, dove affronta la Pall. Reggiana. In finale viene sconfitta piuttosto nettamente sia in gara-1 che gara-2, ma vince le due successive in Sardegna. Si torna al PalaBigi in parità e Gara-5 se la aggiudica la squadra di casa che si porta così ad una sola vittoria dalla conquista del tricolore. In gara-6 vi è la pronta rivincita della squadra sarda che si aggiudica la sfida dopo ben 3 over time. Il campionato viene così deciso all'ultimo tiro dell'ultima partita. Infatti, con la Dinamo in vantaggio per 75-73 a poco più di 3 secondi dalla fine dell'incontro, la Pall. Reggiana ha a disposizione una rimessa in zona d'attacco: la palla finisce nelle mani del grande ex Drake Diener, che tenta un tiro da tre punti. Il buzzer beater non va a segno, pertanto la Dinamo Sassari il 26 giugno 2015 si aggiudica il primo scudetto della sua storia, ribaltando per tre volte il fattore campo e siglando uno storico Triplete italiano: Scudetto, Coppa Italia e Supercoppa, impresa riuscita fino ad allora solo a Siena e Treviso.

### Gli anni post Scudetto e il primo trofeo europeo
Nella stagione successiva Jack Devecchi diventa capitano al posto di Vanuzzo, trasferitosi ad Udine. Tutti gli stranieri vengono cambiati, ad eccezione di David Logan.
La stagione comincia male, sia in campionato che in Eurolega, tant'è che il 21 novembre in conferenza stampa il presidente Stefano Sardara annuncia, dopo 6 stagioni e 4 trofei, il clamoroso esonero di Meo Sacchetti, sostituito da Marco Calvani.
La Dinamo chiude la regular season di Eurolega all'ultimo posto del suo gruppo, e in Eurocup si ferma alle Last32. C'è comunque la qualificazione per il quinto anno consecutivo alla Final Eight di Coppa Italia, ma viene eliminata subito dalla Vanoli Cremona. Il campionato non è dei migliori e il 6 marzo, in seguito alla sconfitta contro la Virtus Bologna, coach Calvani ufficializza le proprie dimissioni. La squadra viene affidata al General Manager Federico Pasquini che conclude la stagione in panchina, portando la squadra ai playoff, ma viene eliminata con un secco 0-3 ai quarti di finale dalla Grissin Bon Reggio Emilia nella rivincita della finale Scudetto dell'anno prima.
La stagione successiva Pasquini viene confermato a sorpresa come coach, ma la squadra viene nuovamente smantellata: confermati solo il capitano Jack Devecchi (alla sua 11ª stagione a Sassari), Brian Sacchetti (7ª stagione) e Rok Stipčević. La squadra è ormai lontana parente di quella del Triplete, ma nel 2017 raggiunge comunque le Final Eight di Coppa Italia, perdendo in finale con l'Olimpia Milano. Partecipa anche alla neonata Basketball Champions League, dove sfoggia dopo 15 anni nuovamente una divisa biancoverde, ma esce di scena ai quarti contro il Monaco. In campionato è quinta, ma ai playoff arriva un altro 0-3 per mano di Aquila Trento.
L'annata seguente è da dimenticare e risulta la peggiore dall'arrivo in massima serie. Per la prima volta dopo 7 anni la Dinamo non riesce a qualificarsi alla Coppa Italia né ai playoff. Ad aprile si dimette Pasquini, che ritorna ad essere solo general manager, e il traghettatore nelle ultime partite è un ex Dinamo, il macedone Zare Markovski. In Europa disputa la Europe Cup, quarta coppa continentale, la seconda per importanza delle competizioni sotto l'egida FIBA, ma il cammino si ferma agli ottavi contro i francesi de Le Portel.

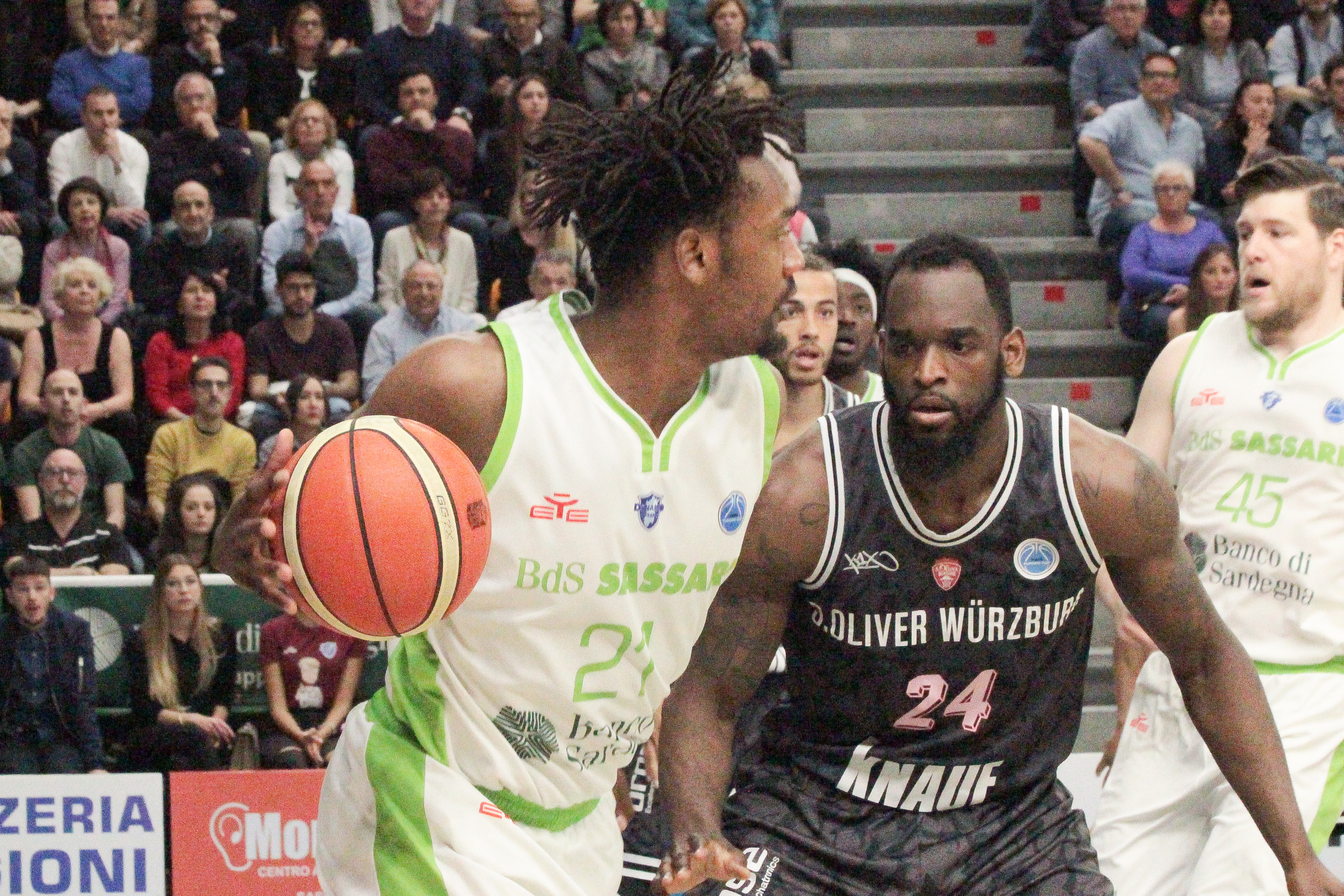
Azione al Palaserradimigni durante la finale della FIBA Europe Cup 2018-2019

La stagione 18-19 riparte con un nuovo allenatore: l'ex giocatore casertano, e secondo italiano della storia NBA, Vincenzo Esposito. Vengono confermati gli americani Dyshawn Pierre e Scott Bamforth e gli italiani Marco Spissu, Achille Polonara e ovviamente Devecchi. Arrivano i lunghi americani Jack Cooley e Rashawn Thomas e il play Jamie Smith, più l'italiano Stefano Gentile. A questi si aggiungeranno a stagione in corso, causa rottura del legamento crociato anteriore di Bamforth, Tyrus McGee e Justin Carter. La prima parte di stagione non è esaltante, ma comunque sufficiente per agguantare l'accesso alle Final Eight di Coppa Italia con la sesta piazza. Ciononostante, coach Esposito si dimette per motivi personali proprio nella settimana che precede l'appuntamento del Nelson Mandela Forum di Firenze: come sostituto viene scelto l'ex play di Pall. Varese e Fortitudo Bologna Gianmarco Pozzecco. In Coppa si arriva quasi all'improvvisata, ma una partita con grande cuore al primo turno contro la Reyer Venezia fa ottenere sul fil di sirena le semifinali, in cui invece sarà N.B. Brindisi a conquistare la finale per un punto. Pozzecco riesce a dare entusiasmo da subito, ma non le vittorie. Sono 3 le sconfitte del Poz, che sommate alle 2 di Esposito fanno 5 di fila, facendo piombare la Dinamo fuori dalla zona playoff.
È però l'avventura in FIBA Europe Cup a dare linfa vitale ai sardi. Partendo dal secondo turno preliminare contro i portoghesi del Benfica, la Dinamo supera agevolmente le due fasi a girone. Nella fase ad eliminazione diretta, con formula di andata e ritorno, incontra nell'ordine Leida, Karşıyaka e Hapoel Holon, non perdendo mai nelle sei partite totali. La finale, sempre in due match, è contro i tedeschi del s.Oliver Wurzburg. L'andata è a Sassari e i biancoblù si impongono di 5 punti grazie ad una rimonta incredibile nell’ultimo quarto. Il 1º maggio 2019 si gioca il ritorno alla s.Oliver Arena di Würzburg. I sassaresi non partono benissimo, la partita è sporca ma i ragazzi di Pozzecco, in fiducia dalla striscia positiva di 13 vittorie tra campionato e coppa, rimangono attaccati al match per poi strappare nel terzo quarto. Wurzburg ha un sussulto, ma non riesce più a mettere la testa avanti: la Dinamo vince anche il ritorno per 91-89 e conquista così il primo titolo europeo della sua storia. In campionato chiude quarta la stagione regolare. Dopo aver battuto ai quarti Brindisi e in semifinale Milano, entrambe per 3-0, disputa la sua seconda finale scudetto contro la Reyer Venezia: la serie finisce 4-3 per i lagunari.

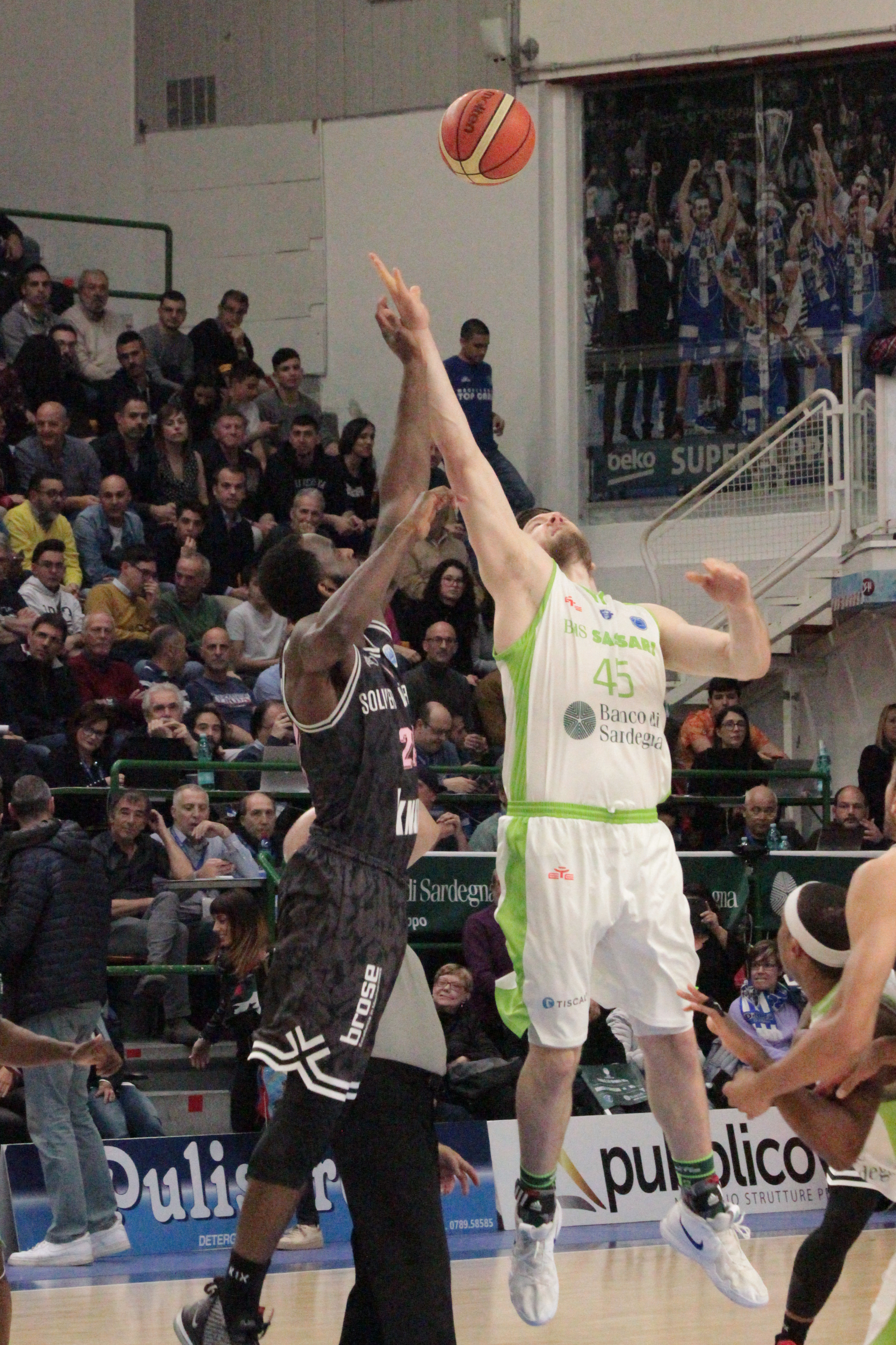
Jack Cooley contende la palla a Mike Morrison nella finale della FIBA Europe Cup

La stagione 2019-20 inizia con la Supercoppa disputata a Bari. I sardi, dopo aver eliminato in semifinale Cremona dell'ex Meo Sacchetti, vincono per la seconda volta il trofeo battendo in finale la Reyer Venezia per 83-80 dopo un tempo supplementare. La stagione viene poi bruscamente interrotta a marzo per la Pandemia di COVID-19, mentre la squadra sarda era seconda in campionato e già qualificata agli ottavi di Champions League. Al termine della stagione successiva, culminata con un 5° posto in campionato e l'eliminazione ai playoff per mano della Reyer Venezia, finisce anche l'avventura di Pozzecco sulla panchina sassarese.
La stagione 2019-20 inizia con la Supercoppa disputata a Bari. I sardi, dopo aver eliminato in semifinale Cremona dell'ex Meo Sacchetti, vincono per la seconda volta il trofeo battendo in finale la Reyer Venezia per 83-80 dopo un tempo supplementare. La stagione viene poi bruscamente interrotta a marzo per la Pandemia di COVID-19, mentre la squadra sarda era seconda in campionato e già qualificata agli ottavi di Champions League. Al termine della stagione successiva, culminata con un 5° posto in campionato e l'eliminazione ai playoff per mano della Reyer Venezia, finisce anche l'avventura di Pozzecco sulla panchina sassarese.

### Gli anni 2020
Nei due anni successivi la squadra sarda si conferma ai vertici del basket italiano, raggiungendo, con Piero Bucchi in panchina, due semifinali playoff e una finale di Supercoppa. Nel 2025, dopo un biennio caratterizzato da risultati sotto le attese, arriva la consensuale separazione dal GM Federico Pasquini dopo 14 stagioni.

## Colori e simboli

### Colori
Alla nascita del club, le prime canotte utilizzate dai giocatori erano bianche con una D blu stampata sul fronte. Dal 1967 vennero sostituite da divise color amaranto, e rimasero tali fino al 1992, quando diventarono biancoverdi, riprendendo i colori del Banco di Sardegna.  Dal 2005 vennero ripristinati invece i colori sociali originari del club, il bianco e il blu, anche se dalla stagione 2015-2016 la società, per onorare la lunga partnership con il main sponsor, ha riproposto una divisa di colore biancoverde per le sole competizioni europee.

### Simboli ufficiali
Il logo del club è uno scudo blu attraversato da un fulmine bianco, sovrastato dalla scritta “DINAMO” (il cui punto della lettera “I” riprende lo stemma della città di Sassari, mentre la lettera “O” è sostituita da un pallone da basket) e, più in piccolo, dalla scritta "SASSARI" . Sullo sfondo si staglia il contorno della Sardegna, a sottolineare l’identità regionale, e non solamente cittadina, del club. 

### Mascotte
Dal 2014 la mascotte ufficiale del club è Sirbo, un cinghiale (sirbone, in sardo) antropomorfo che indossa la divisa della squadra e che intrattiene il pubblico, specialmente quello più giovane, nel pre e post-partita con svariate coreografie. Il cinghiale è un animale tipico della fauna sarda.

## Sponsor
Sono in totale sei i marchi che si sono legati al club di via Roma. La prima azienda a cui furono concessi i naming rights, dal 1974 al 1975, fu la L.I.S.A. Parodi, azienda attiva nel settore industriale dell'attigua zona industriale di Porto Torres e successivamente, per un quadriennio, arrivò la Filippo Berio, azienda attiva nella produzione di oli commestibili e derivati. Dal 1979 al 1982 arrivò il primo sponsor sardo, con l'azienda vinicola Sella&Mosca di Alghero. Per una stagione la squadra biancoblu (allora in maglia amaranto) fu denominata Mercury Assicurazioni mentre dal 1983 iniziò il rapporto con le banche locali. Da quell'anno per sette stagioni infatti la squadra fu marchiata Banca Popolare di Sassari mentre dal 1990 ad oggi la squadra si legò al Banco di Sardegna. Con oltre 30 anni di sponsorizzazione, si tratta della partnership più longeva nel basket italiano, primato che è valso nel 2016 la vittoria del Premio Speciale Reverberi. Dalla stagione 2011/2012 lo sponsor tecnico è l’azienda sarda di abbigliamento sportivo EYE Sport.
- L.I.S.A. Parodi (1974-75)
- Olio Berio (1975-79)
- Sella&Mosca (1979-82)
- Mercury Assicurazioni (1982-83)
- Banca Popolare di Sassari (1983-90)
- Banco di Sardegna (1990-)

- Reebok (1992-1993)
- Sport Box (2004-2005)
- A-Line (2005-2006)
- Athletes (2006-2007)
- And 1 (2007-2008)
- Reebok (2008-2010)
- Athletes (2010-2011)
- EYE Sport (2011-)

## Strutture

### Impianti di gioco

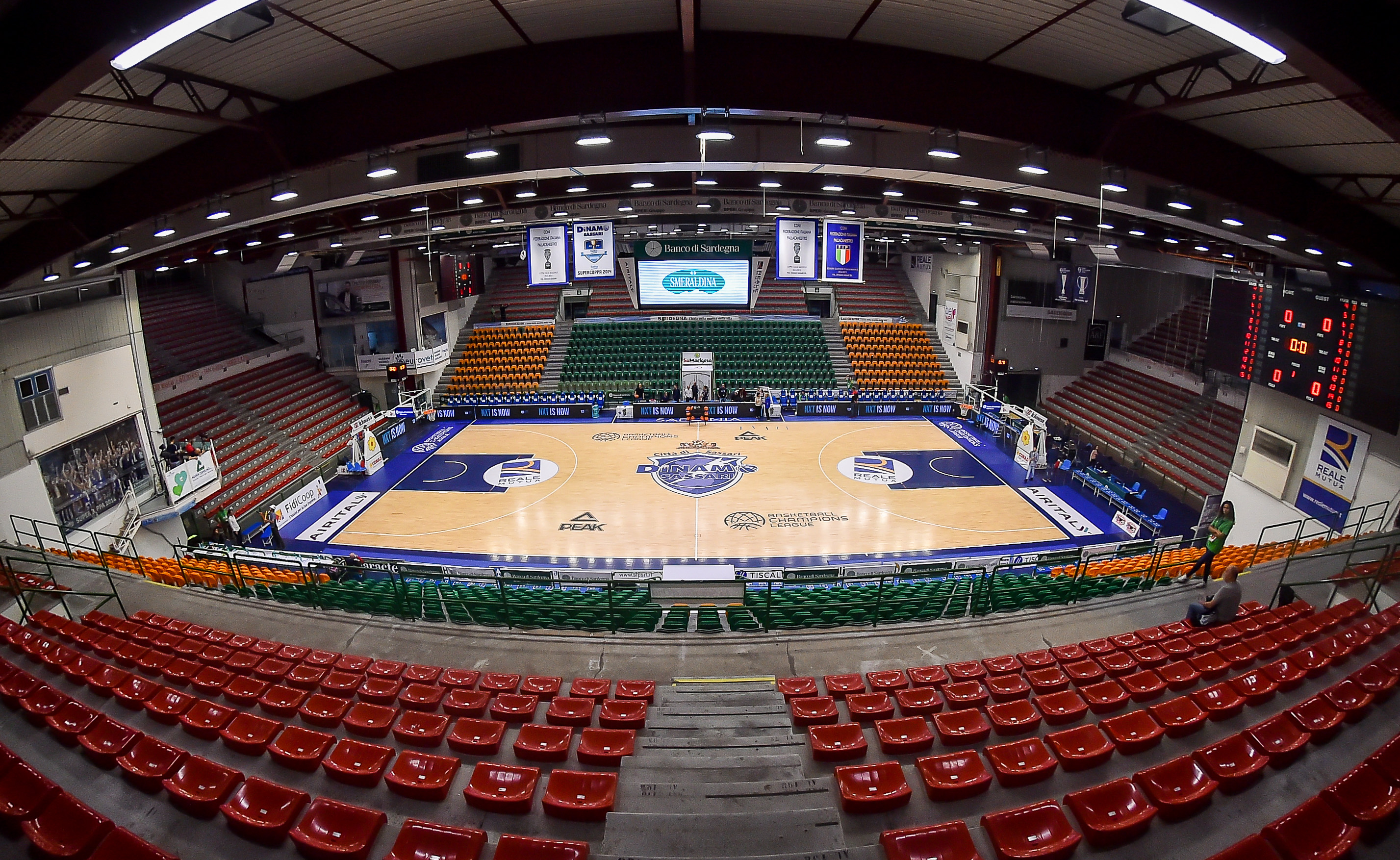
L'interno del PalaSerradimigni

Costruito negli anni ottanta, il PalaSerradimigni è la casa della Dinamo Sassari. La struttura ha una capienza totale di 5000 posti, attualmente limitata a 3500 per i lavori di ristrutturazione, e dispone di punti ristoro, baby parking, sala video con 15 postazioni e sala stampa.
Si trova nella parte alta della città, di fronte allo stadio cittadino di calcio “Vanni Sanna”. In passato nell'impianto si sono disputati anche incontri di pallamano, pallavolo maschile e femminile e varie edizioni del Trofeo Internazionale Guido Sieni di judo.
Il palazzetto nel 2007 è stato intitolato a Roberta Serradimigni, campionessa del basket isolano e nazionale scomparsa nel 1996, a 32 anni, in seguito ad un incidente stradale.

## Roster 2025-2026
Aggiornato al 3 agosto 2025.
| Banco di Sardegna Sassari 2024-2025 | Banco di Sardegna Sassari 2024-2025 |
| Giocatori                           | Staff tecnico                       |
| ----------------------------------- | ----------------------------------- |

| N. | Naz.                                   | Ruolo | Nome                | Anno | Alt.   | Peso   |  |
| -- | -------------------------------------- | ----- | ------------------- | ---- | ------ | ------ |  |
| 2  | Stati Uniti (bandiera)                 | AP    | Carlos Marshall     | 1999 | 198 cm | 93 kg  |  |
| 4  | Stati Uniti (bandiera)                 | P     | Desure Buie         | 1997 | 182 cm | 73 kg  |  |
| 6  | Italia (bandiera)                      | P     | Alessandro Zanelli  | 1992 | 188 cm | 82 kg  |  |
| 7  | Senegal (bandiera) · Italia (bandiera) | P     | Fadilou Seck        | 1997 | 207 cm | 108 kg |  |
| 9  | Lituania (bandiera)                    | PG    | Laurynas Beliauskas | 1997 | 192 cm | 85 kg  |  |
| 10 | Stati Uniti (bandiera)                 | G     | Nate Johnson        | 1998 | 189 cm | 88 kg  |  |
| 11 | Italia (bandiera)                      | GA    | Marco Ceron         | 1992 | 195 cm | 100 kg |  |
| 14 | Italia (bandiera)                      | P     | Enrico Casu         | 2005 | 181 cm | 71 kg  |  |
| 22 | Italia (bandiera)                      | C     | Luca Vincini        | 2003 | 207 cm | 106 kg |  |
| 24 | Italia (bandiera)                      | AG    | Andrea Mezzanotte   | 1997 | 207 cm | 98 kg  |  |
| 25 | Stati Uniti (bandiera)                 | AG    | Rashawn Thomas      | 1994 | 203 cm | 104 kg |  |
| 29 | Stati Uniti (bandiera)                 | C     | Nick McGlynn        | 1996 | 206 cm | 106 kg |  |

| Allenatore                                                                                           |
| - Massimo Bulleri                                                                                    |
| Assistente/i                                                                                         |
| - Massimiliano Oldoini - Antonio Carlini Legenda - (C) Capitano - (IN) Inattivo - Infortunato Roster |

## Staff dirigenziale e tecnico
- Presidente: Stefano Sardara
- Vice presidente: Gianmario Dettori
- Amministratore Delegato: Francesco Sardara
- General manager: Mauro Sartori
- Dir. Generale: Giacomo Devecchi
- Dir. marketing e rel. esterne: Luigi Peruzzu
- Team Manager: Luca Gandini
- Allenatore: Massimo Bulleri
- Assistenti allenatore: Massimiliano Oldoini, Antonio Carlini
- Preparatore fisico: Matteo Boccolini
- Fisioterapisti: Simone Unali, Andrea Giordo, Raffaele Cabizza, Francesco Parodo
- Ortopedico: Andrea Manunta
- Medico sociale: Giuseppe Casu
- Medico sportivo: Alessandro Boi
- Responsabile tecnico settore giovanile: Giuseppe Mulas
- Responsabile organizzazione settore giovanile: Giovanni Piras
- Pres. Fondazione Dinamo: Antonio Tilocca
- Ufficio Stampa: Valentina Sanna e Paolo Citrini
- Segreteria: Tiziana Piga

## Palmarès

### Titoli nazionali
- Campionato italiano: 1

2014-2015: (vs Pallacanestro Reggiana)

### Trofei nazionali
- Coppa Italia: 2

2014: (vs Mens Sana Siena)
2015: (vs Olimpia Milano)
- Supercoppa italiana: 2

2014: (vs Olimpia Milano)
2019: (vs Reyer Venezia)

### Trofei internazionali
- FIBA Europe Cup: 1

2018-2019: (vs S.Oliver Würzburg)

### Altri piazzamenti
- Campionato italiano

Finale: 2018-19 (vs Reyer Venezia)
- Coppa Italia

Finale: 2017 (vs Olimpia Milano)
- Supercoppa italiana

Finale: 2022 (vs Virtus Bologna)

### Riconoscimenti individuali
- MVP Serie A: 1

Drake Diener: 2013-2014
- MVP delle Finali Serie A: 1

Rakim Sanders: 2014-2015
- MVP Coppa Italia: 2

Travis Diener: 2014
David Logan: 2015
- MVP Supercoppa Italiana: 2

Jerome Dyson: 2014
Curtis Jerrells: 2019
- Miglior realizzatore Serie A: 2

James White: 2010-2011
Drake Diener: 2013-2014
- Miglior allenatore della Serie A: 1

Romeo Sacchetti: 2011-2012
- All-Eurocup Second Team: 1

Caleb Green: 2013-2014
- Basketball Champions League Second Best Team: 1

Dyshawn Pierre: 2019-2020

## Allenatori e Presidenti
- 1960-1963  Pino Aricò
- 1963-1967  Cosimo Zoagli
- 1967-1968  Cosimo Zoagli poi  Valerio Mazzanti
- 1968-1969  Valerio Mazzanti e  Luigi Pischedda
- 1969-1971  Ninni Polano
- 1971-1974  Giovanni Pischedda
- 1974-1975  Tore Pinna
- 1975-1977  Ermanno Iaci
- 1977-1978  Ermanno Iaci poi  Franco De Fante
- 1978-1979  Gianni Madau poi  Sergio Contini
- 1979-1980  Sergio Contini e  Dido Guerrieri
- 1980-1981  Guglielmo Roggiani
- 1981-1982  Sergio Contini poi  Carlo Cerioni
- 1983-1985  Pierpaolo Cesaraccio
- 1985-1986  Mauro Cerioni
- 1986-1988  Claudio Corà
- 1988-1989   Claudio Corà poi  Mario De Sisti
- 1989-1990   Cesare Pancotto
- 1990-1991  Piero Millina (1ª-15ª) poi  Giulio Melilla (16ª-30ª)
- 1991-1992  Giulio Melilla (1ª-9ª) poi  Giampaolo Doro (10ª-30ª)
- 1992-1993  Giampaolo Doro
- 1993-1994  Zare Markovski (1ª-11ª) poi  Marcello Perazzetti (12ª-30ª)
- 1994-1995  Marcello Perazzetti
- 1995-1996  Sergio Contini (1ª-13ª) poi  Stefano Michelini (14ª-32ª)
- 1996-1997  Stefano Michelini
- 1997-1998  Gianni Zappi (1ª-14ª) poi  Stefano Michelini (15ª-30ª)
- 1998-1999  Stefano Michelini (1ª-14ª) poi  Massimo Mangano (15ª-25ª) poi  Andrea Carosi (26ª-32ª)
- 1999-2000  Andrea Carosi (1ª-3ª) poi  Tonino Zorzi (4ª-19ª) poi  Massimo Bernardi (20ª-30ª)
- 2000-2002  Massimo Bernardi
- 2002-2003  Franco Ciani
- 2003-2004  Franco Ciani (1ª-24ª) poi  Filippo Faina (25ª-32ª)
- 2004-2005  Filippo Faina (1ª-8ª) poi  Giorgio Valli (9ª-30ª)
- 2005-2006  Luigi Garelli
- 2006-2007  Riccardo Paolini (1ª-9ª) poi  Massimo Bernardi (10ª-30ª)
- 2007-2009  Demis Cavina
- 2009-2015  Meo Sacchetti
- 2015-2016  Meo Sacchetti (1ª-7ª) poi  Marco Calvani (9ª-22ª) poi  Federico Pasquini (23ª-30ª)
- 2016-2017  Federico Pasquini
- 2017-2018  Federico Pasquini (1ª-24ª) poi Zare Markovski (25ª-30ª)
- 2018-2019  Vincenzo Esposito (1ª-19ª) poi  Gianmarco Pozzecco (20ª-30ª)
- 2019-2021  Gianmarco Pozzecco
- 2021-2022  Demis Cavina (1ª-8ª) poi  Piero Bucchi (9ª-30ª)
- 2022-2023  Piero Bucchi
- 2023-2024  Piero Bucchi (1ª-17ª) poi  Nenad Markovic (18ª-30ª)
- 2024-2025  Nenad Markovic (1ª-15ª) poi  Massimo Bulleri (16ª-30ª)
- 2025-attuale  Massimo Bulleri

- 203  Meo Sacchetti
- 83  Piero Bucchi
- 78  Gianmarco Pozzecco
- 68  Federico Pasquini
- 28  Nenad Markovic

- 78,2% (61/78)  Gianmarco Pozzecco
- 59,7% (121/203)  Meo Sacchetti
- 53,0% (44/83)  Piero Bucchi
- 50,0% (34/68)  Federico Pasquini
- 46,0% (13/28)  Nenad Markovic

- 81  Stefano Michelini
- 75  Demis Cavina
- 53  Marcello Perazzetti
- 51  Giampaolo Doro
- 43  Meo Sacchetti

- 62,8% (27/43)  Meo Sacchetti
- 58,7% (44/75)  Demis Cavina
- 58,5% (31/53)  Marcello Perazzetti
- 57,1% (24/51)  Giampaolo Doro
- 43,8% (14/32)  Massimo Bernardi

- 304  Meo Sacchetti
- 127  Gianmarco Pozzecco
- 107  Federico Pasquini
- 103  Piero Bucchi
- 92  Demis Cavina

- Dati aggiornati alla stagione 2024/2025

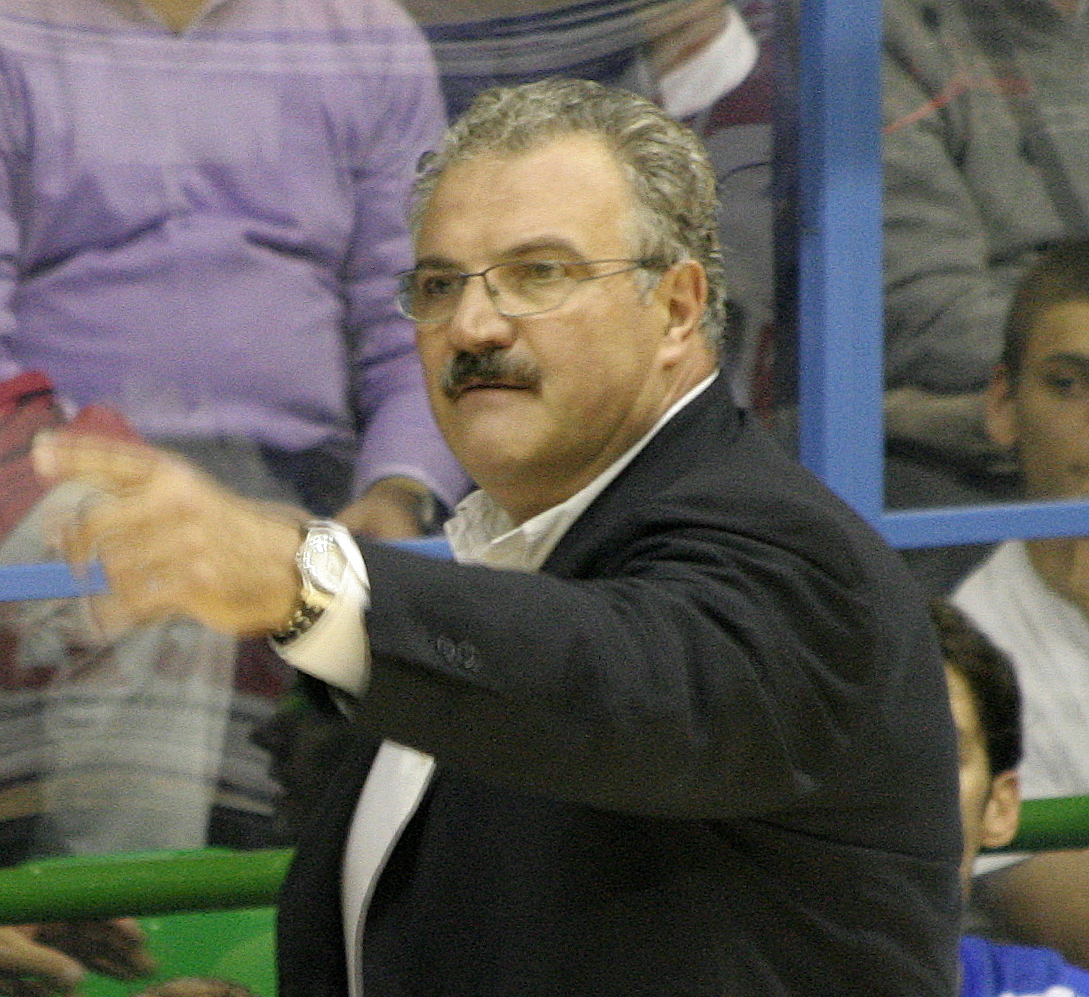
Meo Sacchetti, allenatore dalla promozione in Serie A nella stagione 2009-2010 allo storico triplete del 2014-2015.

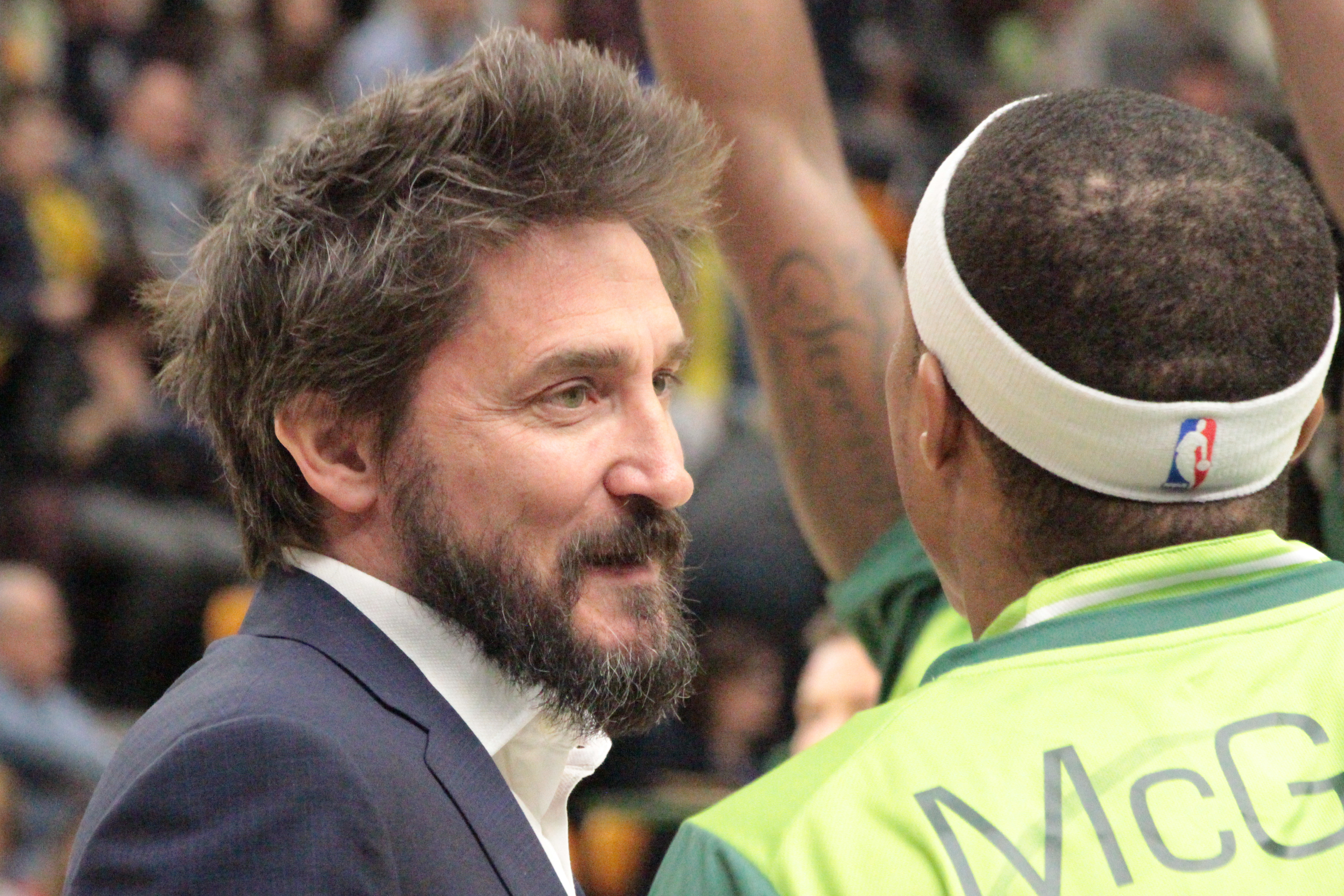
L'allenatore Gianmarco Pozzecco durante la finale della FIBA Europe Cup 2018-2019

- 1960-1965  Giovanni Pilo
- 1965-???   Alessandro Ponti
- ???-1972   Sandro Agnesa
- 1972-2005  Dino Milia
- 2005-2011  Luciano Mele
- 2011-attuale  Stefano Sardara

## Statistiche e record

### Partecipazioni ai campionati
| Livello | Categoria            | Partecipazioni | Debutto   | Ultima stagione | Totale |
| 1°      | Serie A              | 15             | 2010-2011 | 2024-2025       | 15     |
| 2°      | Legadue              | 7              | 2003-2004 | 2009-2010       | 18     |
| 2°      | Serie A2             | 11             | 1989-1990 | 1999-2000       | 18     |
| 3°      | Serie B d'Eccellenza | 6              | 1986-1987 | 2002-2003       | 10     |
| 3°      | Serie B              | 4              | 1981-1982 | 1985-1986       | 10     |

### Partecipazioni alle coppe europee
| Livello | Competizione     | Partecipazioni | Debutto   | Ultima stagione | Totale |
| 1°      | Eurolega         | 2              | 2014-2015 | 2015-2016       | 17     |
| 2°      | EuroCup          | 4              | 2012-2013 | 2015-2016       | 17     |
| 3°      | Champions League | 8              | 2016-2017 | 2024-2025       | 17     |
| 4°      | Fiba Europe Cup  | 3              | 2017-2018 | 2024-2025       | 17     |

### Partecipazioni alle coppe nazionali
| Competizione            | Partecipazioni | Debutto   | Ultima stagione |
| Coppa Italia            | 21             | 1968      | 2022            |
| Supercoppa Italiana     | 6              | 2014      | 2022            |
| Coppa Italia di Legadue | 2              | 2008      | 2010            |
| Coppa Italia LNP        | 3              | 2000-2001 | 2002-2003       |

### Statistiche di squadra
La Dinamo Sassari ha finora preso parte a 15 campionati consecutivi di Serie A, riuscendo a qualificarsi ai play-off scudetto, cioè nei primi 8 posti, in 11 occasioni.
 
Il miglior piazzamento ottenuto in Regular Season è stato il 2° posto (2 volte), il peggiore il 10° (3 volte).
 È stata la prima e finora unica squadra isolana a vincere uno Scudetto; la seconda fra quelle del Mezzogiorno, dopo la Juve Caserta.

È inoltre al terzo posto fra le squadre del Sud Italia, dopo Caserta e Avellino, come numero di partecipazioni al massimo campionato italiano.
- Stagioni: 15
- Partite disputate: 504
- Partite vinte: 285
- Percentuale di vittorie: 56.54%
- Avversario incontrato più volte: 55, Olimpia Milano
- Avversario più battuto: 22, Reyer Venezia
- Avversario da cui è stata più battuta: 38, Olimpia Milano
- Partite disputate ai playoff: 82
- Partite vinte ai playoff: 40
- Percentuale di vittorie ai playoff: 48.78%
- Avversario incontrato più volte ai playoff: 26, Olimpia Milano
- Avversario più battuto ai playoff: 10, Olimpia Milano
- Avversario da cui è stata più battuta ai playoff: 16, Olimpia Milano

Serie A2/Legadue

- Stagioni: 18
- Partite disputate: 552
- Partite vinte: 247
- Percentuale di vittorie: 44.74%
- Partite disputate ai playoff: 28
- Partite vinte ai playoff: 16
- Percentuale di vittorie ai playoff: 57.14%

Coppa Italia

- Partite disputate: 41
- Partite vinte: 15
- Partite pareggiate: 1
- Percentuale di vittorie: 36.58%

Supercoppa Italiana

- Partite disputate: 19
- Partite vinte: 13
- Percentuale di vittorie: 68.42%

Eurolega

- Partite disputate: 20
- Partite vinte: 1
- Percentuale di vittorie: 5.00%

Eurocup

- Partite disputate: 36
- Partite vinte: 17
- Percentuale di vittorie: 47.22%

Champions League

- Partite disputate: 85
- Partite vinte: 40
- Partite pareggiate: 1
- Percentuale di vittorie: 47.06%

Fiba Europe Cup

- Partite disputate: 22
- Partite vinte: 15
- Partite pareggiate: 1
- Percentuale di vittorie: 68.18%

- Striscia vincente più lunga: 15 partite (2018/2019, dalla 22ª giornata a gara-3 di semifinale play-off)
- Massimo punteggio realizzato: 120 (vs Virtus Bologna, il 21/04/2013[16])
- Massimo punteggio realizzato senza supplementari: 114 (vs Pesaro, il 26/12/2018[17])
- Minimo punteggio subito: 52 (2 volte, vs Capo d’Orlando, il 30/11/2015[18] e vs Varese, il 26/09/2019[19])
- Massimo scarto attivo: +41 (vs Pesaro, il 26/12/2018[17])
- Tiri da 2 realizzati: 36 (vs Cantù, il 1/10/2017[20])
- % Tiri da 2: 81.3% (26/32 vs Pesaro, il 7/4/2024[21])
- Tiri da 3 realizzati: 23 (vs Varese, il 26/12/2014[22])
- % Tiri da 3: 73.9% (17/23 vs Varese, il 23/2/2014[23])
- Tiri liberi realizzati: 32 (vs Venezia, il 16/6/2019[24])
- % Tiri liberi: 100% (18 volte, max 19/19 vs Virtus Bologna, il 3/4/2021[25])
- Rimbalzi totali: 58 (vs Olimpia Milano, il 31/5/2019[26])
- Rimbalzi offensivi: 25 (vs Reggio Emilia, il 16/6/2015[27])
- Assist: 34 (vs Pesaro, il 26/12/2018[17])
- Palle recuperate: 28 (vs Olimpia Milano, il 14/11/2010[28])
- Schiacciate: 13 (vs Reggio Emilia, il 24/6/2015[29])
- Stoppate: 8 (vs Roma, il 2/11/2014[30])
- Valutazione: 150 (vs Pesaro, il 26/12/2018[17])

Negativi

- Striscia perdente più lunga: 6 partite (2021-2022, dalla 5ª giornata alla 10ª giornata)
- Minimo punteggio realizzato: 48 (vs Brescia, il 5/2/2017[31])
- Massimo punteggio subito: 116 (vs Olimpia Milano, il 4/3/2018[32])
- Massimo scarto passivo: -45 (vs Brescia, il 10/12/2023[33])
- % Tiri da 2: 25% (8/32 vs Brescia, il 5/2/2017[31])
- % Tiri da 3: 8% (2/25 vs Reggio Emilia, il 22/6/2015[34])
- % Tiri liberi: 50% (5 volte, 11/22 vs Avellino, il 24/11/2014[35])
- Rimbalzi totali: 18 (vs Olimpia Milano, il 9/6/2014[36])
- Palle perse: 27 (vs Olimpia Milano, il 14/11/2010[28])
- Stoppate subite: 8 (vs Trento, il 6/3/2022[37])
- Valutazione: 39 (vs Brindisi, il 16/4/2023[38])

*statistiche aggiornate al 30/6/2025

### Statistiche individuali

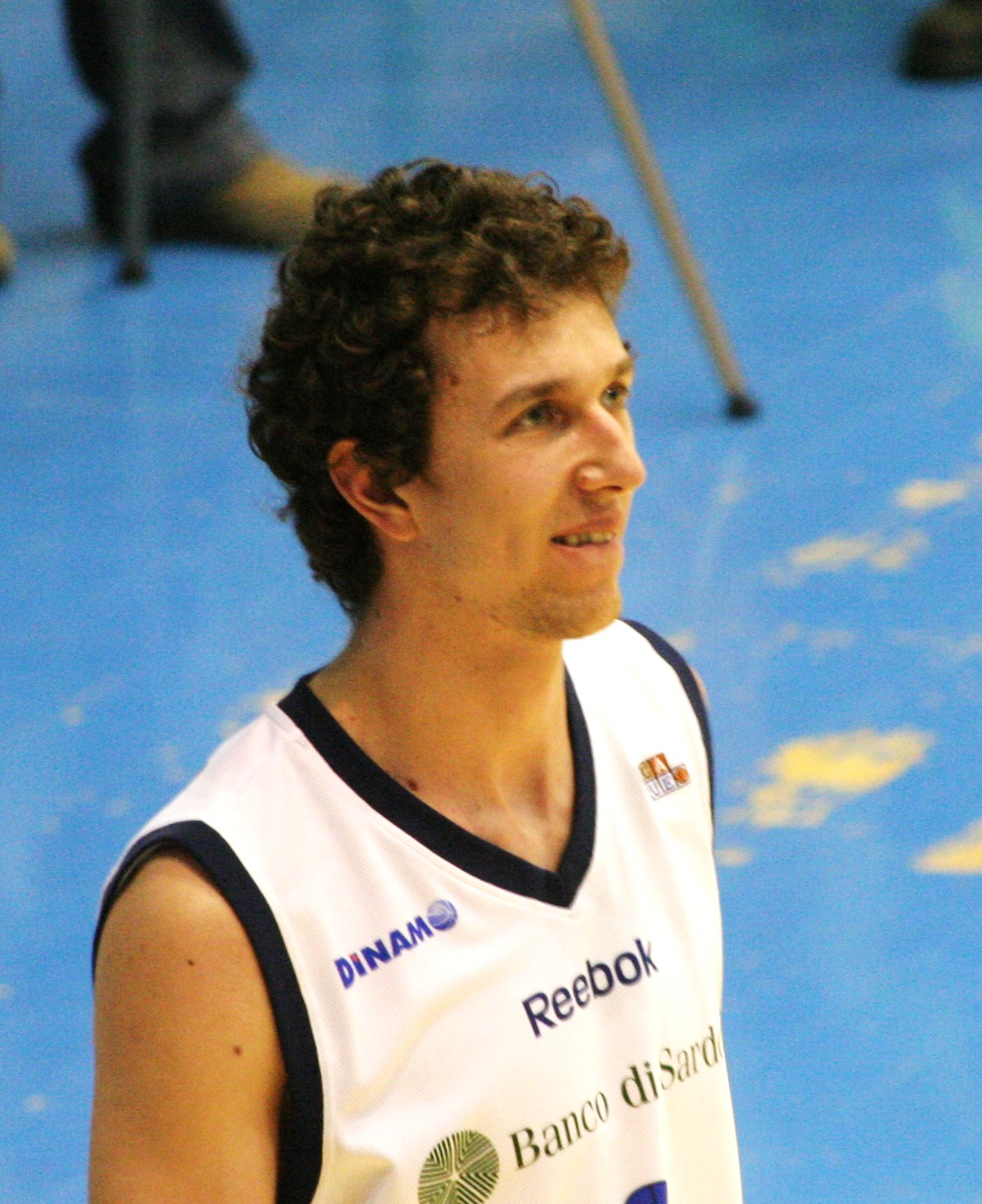
Jack Devecchi, primatista di presenze del club

Il giocatore che nei campionati italiani detiene il record di presenze in canotta biancoblù è Jack Devecchi con 488 presenze (350 in Serie A e 138 in Legadue), seguito da Emanuele Rotondo a quota 383 (172 in A2, 119 in Legadue e 92 in B d'Eccellenza).
Per quanto concerne la sola serie A il primato spetta sempre a Devecchi, con 350 presenze, seguito da Brian Sacchetti (253) e da Stefano Gentile (183).
Considerando tutte le competizioni, il giocatore con più presenze in assoluto nella storia del club è ancora una volta Devecchi, che ha vestito la canotta biancoblù in 632 occasioni: a quelle menzionate in precedenza ne vanno aggiunte 15 in Coppa Italia, 14 in Supercoppa, 17 in Eurolega, 33 in Eurocup, 48 in Champions League e 17 in Europe Cup. Devecchi detiene anche il record di permanenza in rosa, con 17 stagioni, seguito da Emanuele Rotondo a quota 16.
Il giocatore che ha messo a segno più punti in Serie A è lo statunitense Drake Diener (1987 in 113 match, alla media di 17,6 a partita), seguito da Eimantas Bendzius (1885 in 135 presenze, alla media di 14 punti a partita) e da David Logan (1792 in 118 partite, 15,2 a partita).
Contando anche le categorie inferiori, il giocatore che in assoluto ha segnato più punti con la canotta biancoblù è invece Emanuele Rotondo (6551 fra A2, Legadue e B d'Eccellenza).

### Record assoluti di squadra
- 5 tempi supplementari giocati in una singola partita
Banco di Sardegna Sassari - Lineltex Trieste 121-116
Serie A2 1998-99, 4ª giornata di andata (18 ottobre 1998)[40]
- 158 punti totali in una singola partita*
Banco di Sardegna Sassari - Pallacanestro Pavia 158-91
Serie A2 1994-95, 9ª giornata di ritorno (12 febbraio 1995)[41]
- 60 tiri realizzati totali in una singola partita*
Banco di Sardegna Sassari - Pallacanestro Pavia 158-91
Serie A2 1994-95, 9ª giornata di ritorno (12 febbraio 1995)[41]
- 104 tiri tentati totali in una singola partita
Banco di Sardegna Sassari - Lineltex Trieste 121-116
Serie A2 1998-99, 4ª giornata di andata (18 ottobre 1998)[40]
- 80,6% totale tiri in una singola partita (29/36)
Jcoplastic	Napoli - Banco di Sardegna Sassari 84-86
Serie A2 1994-95, 12ª giornata di ritorno (26 febbraio 1995)[42]
- 70 rimbalzi totali in una singola partita
Banco di Sardegna Sassari - Lineltex Trieste 121-116
Serie A2 1998-99, 4ª giornata di andata (18 ottobre 1998)[40]
- 216 valutazione totale in una singola partita*
Banco di Sardegna Sassari - Pallacanestro Pavia 158-91
Serie A2 1994-95, 9ª giornata di ritorno (12 febbraio 1995)[41]
- 59 tiri da 3 tentati totali in una singola partita
Openjobmetis Varese - Banco di Sardegna Sassari 113-117
Serie A 2014-15, 12ª giornata di andata (26 dicembre 2014)[22]

* Questi tre record sono stati superati nella Serie A 2009-10. Tuttavia, in seguito al fallimento della Nuova AMG Sebastiani, le partite in questione sono state omologate con il risultato di 20-0. Pertanto, il record è ancora detenuto dalla Dinamo Sassari.

### Record assoluti individuali
- 65 minuti giocati da un giocatore in una singola partita
Jonathan Haynes in Banco di Sardegna Sassari - Lineltex Trieste 121-116
Serie A2 1998-99, 4ª giornata di andata (18 ottobre 1998)[40]
- 9 schiacciate di uno stesso giocatore in una singola partita
George Banks in Banco di Sardegna Sassari - Koncret Rimini 92-87
Serie A2 1996-97, 6ª giornata di ritorno (5 gennaio 1997)[43]
- 34 rimbalzi concessi al singolo giocatore avversario
Mark Landsberger in Lotus Montecatini - Banco di Sardegna Sassari 93-73
Serie A2 1990-91, 9ª giornata di andata (11 novembre 1990)[44]
- 24 rimbalzi difensivi concessi al singolo giocatore avversario
Mark Landsberger in Lotus Montecatini - Banco di Sardegna Sassari 93-73
Serie A2 1990-91, 9ª giornata di andata (11 novembre 1990)[44]

## Cestisti

### Maglie ritirate

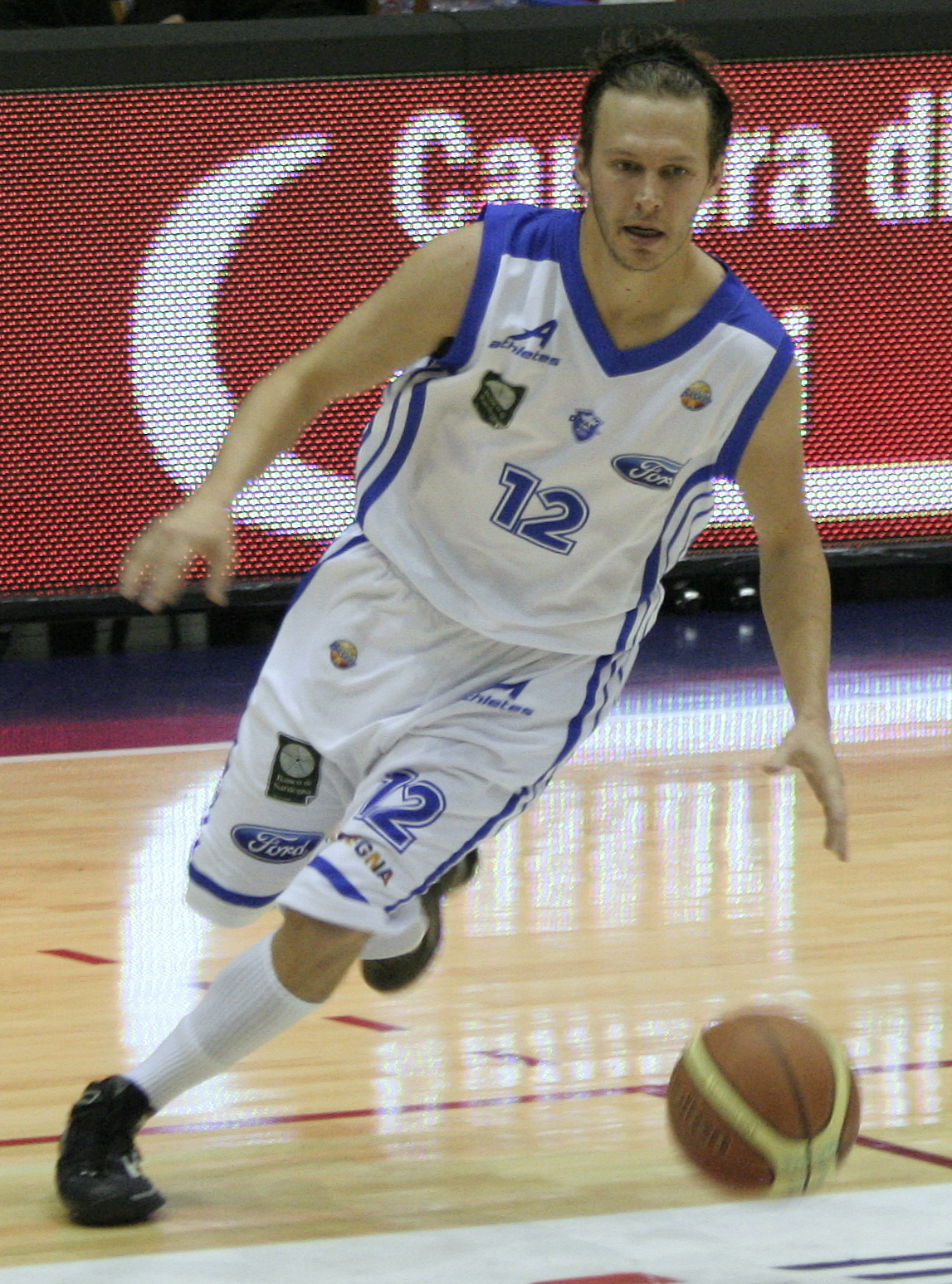
Travis Diener

| Emanuele Rotondo Guardia 1991-2007 | Travis Diener Playmaker 2010-2014 |

## Tifoseria

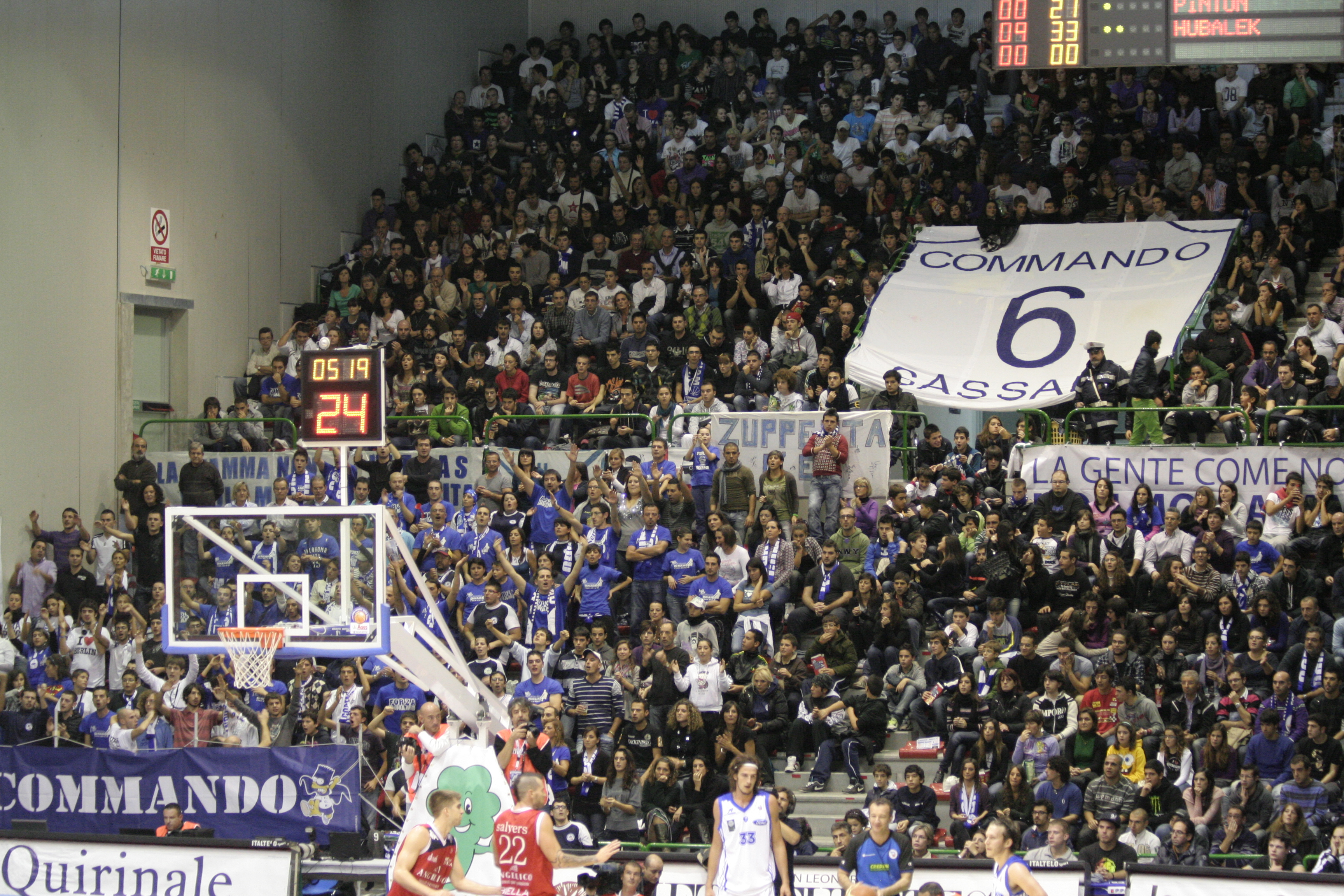
La curva dei tifosi della Dinamo.

### Storia
- Eagles (presenti nella palestra CONI dal 1978-79)
- Warriors (settore "C" del PalaSerradimigni dal 1991)
- Onda D'Urto (1991 - X)
- Alta Marea (X - 2000)
- Dinamo Web Club (2001 - 2002)
- Commando Ultrà Dinamo (2002 - 2025)
- Coordinamento Settore D (2013 - 2016)
- Orgoglio Biancoblu (2016 - oggi)
- Peach Crew (2018-oggi)

### Gemellaggi e rivalità
Negli anni '80, in Serie B, esisteva una rivalità regionale con l'Esperia Cagliari.
Da quando la formazione sassarese milita nel massimo campionato nazionale, gli ottimi risultati sportivi raggiunti hanno fatto sì che si creassero rivalità sportive con alcune delle principali realtà della pallacanestro italiana, come l'Olimpia Milano.
Con le "Scarpette rosse" in particolare la Dinamo ha disputato tre finali di competizioni nazionali, ovvero due finali di Coppa Italia (vincendone una) e una di Supercoppa Italiana, la quale ha visto prevalere i sassaresi. Le due squadre hanno dato vita anche a tre entusiasmanti serie di Play-off scudetto, tutte in semifinale: nella stagione 2013-14 (con la vittoria dell'Olimpia Milano per 4-2), l'anno successivo nella trionfante cavalcata della Dinamo nei Play-off 2015 (decisiva la vittoria della squadra di Sacchetti in gara 7, a Milano) e infine il roboante 3-0 con cui Sassari ha prevalso nella semifinale dei Play-off scudetto 2019. Sardi e meneghini inoltre hanno regalato ai tifosi diverse gare di regular season decise negli ultimi secondi di gioco e nei tempi supplementari.

## Squadra femminile
Il 26 giugno 2020 venne annunciata l'apertura della sezione femminile e la partecipazione al campionato di Serie A1 attraverso l'Associazione Sportiva Dilettantistica Dinamo Lab, società già attiva per la squadra di basket in carrozzina. La Dinamo diventò dunque la terza società del massimo campionato italiano, insieme alla Reyer Venezia e alla Virtus Bologna, ad avere sia una squadra maschile che una femminile ai massimi livelli, oltre che l'unica a possedere anche una squadra di basket in carrozzina in Serie A.